# Killeen Castle (County Galway)
Killeen Castle (irisch Caisleán an Chillín) ist eine Niederungsburg in Killeen in der Gemeinde Castlegar im irischen County Galway.

## Geschichte
1493 ließ die Familie Blake, einer der 14 Stämme von Galway, ein Tower House erbauen. Bis ins 19. Jahrhundert wurde daraus ein Anwesen von über 40 Hektar. An das Tower House wurde ein Bauernhof angebaut, ein Torhaus entstand an der Fernstraße N84 und auf den Hügel oberhalb des Torhauses wurde ein großes Haus errichtet, das aber in den Kriegswirren von 1922 angezündet wurde und abbrannte.
Danach kaufte ein Bauer aus Tuam das Anwesen. Dessen Sohn verkaufte die Burg in den 1980er-Jahren an den Musiker Alec Finn. Finn verkaufte die Burg in den 1990er-Jahren an den deutschen Filmemacher Ralph Chirstians weiter. Christians ließ die Burg erweitern und zu einem Wohnhaus für seine Familie umbauen.